# Tumanskij RD-9
Tumanskij RD-9 (zpočátku značený jako Mikulin AM-5) byl sovětský proudový motor. AM-5 byl k dispozici roku 1952, testy splnil v roce 1953 a bez přídavného spalování dokázal vyvinout tah 25,5 kN. Známým se motor AM-5 stal jako pohonná jednotka prvního sovětského nadzvukového stíhače – MiGu-19 a prvního sovětského stíhače schopného provozu za každého počasí, Jaku-25. Když Sergej Tumanskij vystřídal Alexandra Mikulina na pozici šéfkonstruktéra v OKB-24 roku 1956, byl motor přeznačen na RD-9. Později byl vyráběn v licenci v Číně jako WP-6.

## Specifikace (RD-9BF-811)

### Technické údaje
- Typ: proudový motor s přídavným spalováním
- Průměr: 670 mm
- Délka: 5 560 mm
- Hmotnost suchého motoru: 725 kg

### Součásti
- Kompresor: jednohřídelový devítistupňový axiální kompresor
- Spalovací komora: smíšeného typu s deseti trubkovými plamenci
- Turbína: dvoustupňová

### Výkony
- Maximální tah: 3 000 kgf (6 600 lbf, 29 kN), 3 750 kgf (8 300 lbf, 37 kN) s přídavným spalováním
- Teplota plynů před turbínou: 860 °C
- Měrná spotřeba paliva: 104 kg/(h·kN) (1,02 lb/(h·lbf)), 169 kg/(h·kN) (1,66 lb/(h·lbf)) s přídavným spalováním
- Poměr tah/hmotnost: 5,2:1